# Philipp Frank
Philipp Frank (Viena, 20 de março de 1884 — Cambridge, 21 de julho de 1966) foi um físico, matemático e filósofo austríaco. Foi um positivista lógico e membro do Círculo de Viena.

## Vida
Estudou física na Universidade de Viena, com doutorado em 1906, com tese em física teórica, orientado por Ludwig Boltzmann. Albert Einstein recomendou-o como seu sucessor para o cargo de professor da Universidade Carolina de Praga, cargo que ele então ocupou de 1912 a 1938. Ele então imigrou para os Estados Unidos, onde foi professor de física e matemática na Universidade Harvard.
O astrônomo Halton Arp descreve a disciplina de Filosofia da Ciência de Frank na Universidade Harvard como sua matéria eletiva favorita.
Foi colega e ao mesmo tempo admirador de Ernst Mach e Albert Einstein.

## Obras
Entre seus livros incluem-se:
- Philosophy of Science, Prentice Hall (1957)
- Einstein: His Life and Times, A. A. Knopf (1947);[2] 2nd edition, Da Capo Press (2002)
- Foundations of Physics, University of Chicago Press (1946)
- "Einstein's Philosophy of Science," Review of Modern Physics, 21, 349 (1949)